# Корбо, Рубен
Ру́бен Ромео́ Ко́рбо Бурмия (исп. Rúben Romeo Corbo Burmia; род. 20 января 1952, Уругвай) — уругвайский футболист, участник чемпионата мира по футболу 1974 года, играл на позиции нападающего. Младший родной брат вратаря Вальтера Корбо.

## Биография

### Клубная карьера
Корбо начинал карьеру игрока в столичном «Расинге», за который играл в 1970 году. В 1971 году Корбо перешёл в «Пеньяроль», в составе которого выиграл два чемпионских титула в 1973 и 1974 годах, а также стал победителем Лигильи в 1974 году.
Летом 1974 года Корбо перешёл в мексиканский «Монтеррей», хотя при этом нападающим интересовался мадридский «Реал», но переход в «королевский клуб» не состоялся. В составе «полосатых» Корбо отыграл шесть сезонов и показал высокую результативность, забив во всех турнирах 70 голов. Самым результативным у Корбо был сезон 1977/78, в котором он забил 19 мячей, хотя и не был центральным нападающим.
Покинув «Монтеррей», Корбо в 1980 году перешёл в «Депортиво Тампико», в котором играл в течение двух сезонов.
В 1982 году Корбо перешёл в «Тампико Мадеро», в котором отыграл два сезона и в 1984 году завершил карьеру игрока в возрасте 32 лет.

### Карьера в сборной
В составе сборной Уругвая играл на чемпионате мира 1974 года, где сыграл в двух матчах со сборными Болгарии (1:1) и Швеции (0:3). Всего за сборную Уругвая сыграл 22 матча, в которых не отметился забитыми мячами.

## Достижения
«Пеньяроль»
- Чемпион Уругвая (2) : 1973, 1974
- Победитель Лигильи Уругвая: 1974